# アレクシ・ベカ・ベカ
アレクシ・アデラン・ベカ・ベカ（Alexis Adelin Beka Beka、2001年3月29日 - ）は、フランスとコンゴ共和国のサッカー選手。ラ・ルヴィエール所属。東京オリンピックフランス代表。ポジションはミッドフィールダー。

## クラブ歴
2008年にSMカーンの下部組織に加入。2019年12月20日にリーグ・ドゥに所属するトップチームで初出場を記録した。翌年6月9日にプロ契約を締結。
2021年8月23日、ロシア・プレミアリーグのFCロコモティフ・モスクワに5年契約で完全移籍。
2022年8月1日、OGCニースへ完全移籍。

## 代表歴
コンゴ共和国の血筋であるがフランス生まれである。年代別代表では一貫してフランス代表を選択した。2021年にはU-23代表として東京オリンピックに参加した。